# Frano Ljubić
Frano Ljubić (Uzarići, 27. srpnja 1946.), hrvatski ekonomist, redovni profesor Ekonomskoga fakulteta Sveučilišta u Mostaru i njegov rektor (1999. – 2007.) 
Magistrirao 1978. na Ekonomskomu fakultetu u Sarajevu tezom Novi proizvod kao faktor razvoja OUR-a  u kojoj razrađuje tekuću i poslovnu politiku gospodarskih subjekata. Doktorirao šest godina kasnije tezom Strategije razvoja na bazi plasmana sistema u kojem obrađuje poslovne i razvojne ekonomske politike.
Autor sedam knjiga i desetak znanstvenih radova.
Obnašao je dužnost predsjednika Vlade Hercegovačko-neretvanske županije (1998. – 1999.) kao član HDZ-a BiH.